# Episodi di Royal Playhouse (sesta stagione)
La sesta stagione della serie televisiva Royal Playhouse (Fireside Theater) è andata in onda negli Stati Uniti dal 1º settembre 1953 al 29 giugno 1954 sulla NBC.
| nº | Titolo originale             | Prima TV USA      | Titolo italiano | Prima TV Italia |
| -- | ---------------------------- | ----------------- | --------------- | --------------- |
| 1  | The Traitor                  | 1º settembre 1953 |                 |                 |
| 2  | Bless the Man                | 8 settembre 1953  |                 |                 |
| 3  | Man Enough for Millie        | 15 settembre 1953 |                 |                 |
| 4  | His Name Is Jason            | 22 settembre 1953 |                 |                 |
| 5  | Domestic Tranquility         | 29 settembre 1953 |                 |                 |
| 6  | Refuge                       | 6 ottobre 1953    |                 |                 |
| 7  | The Favorable Signs          | 13 ottobre 1953   |                 |                 |
| 8  | Phantom of the Bridge        | 20 ottobre 1953   |                 |                 |
| 9  | Full Portrait                | 27 ottobre 1953   |                 |                 |
| 10 | Man of the Comstock          | 3 novembre 1953   |                 |                 |
| 11 | The Shattered Dream          | 10 novembre 1953  |                 |                 |
| 12 | Appointment with Death       | 17 novembre 1953  |                 |                 |
| 13 | We'll Never Have a Nickel    | 24 novembre 1953  |                 |                 |
| 14 | The Alien                    | 1º dicembre 1953  |                 |                 |
| 15 | The Boy Down the Road        | 8 dicembre 1953   |                 |                 |
| 16 | The Suitors                  | 15 dicembre 1953  |                 |                 |
| 17 | Practically Christmas        | 22 dicembre 1953  |                 |                 |
| 18 | The Wild Earth               | 29 dicembre 1953  |                 |                 |
| 19 | Moses and Mr. Aiken          | 5 gennaio 1954    |                 |                 |
| 20 | The First Prize              | 12 gennaio 1954   |                 |                 |
| 21 | The Insufferable Woman       | 19 gennaio 1954   |                 |                 |
| 22 | The Uncrossed River          | 26 gennaio 1954   |                 |                 |
| 23 | Episodio 6x23                | ?                 |                 |                 |
| 24 | Joe Giordano and Mr. Lincoln | 9 febbraio 1954   |                 |                 |
| 25 | Touch the Earth              | 16 febbraio 1954  |                 |                 |
| 26 | The Grass Is Greener         | 23 febbraio 1954  |                 |                 |
| 27 | Acts of God Notwithstanding  | 2 marzo 1954      |                 |                 |
| 28 | The Farnsworth Case          | 9 marzo 1954      |                 |                 |
| 29 | Ringo's Last Assignment      | 16 marzo 1954     |                 |                 |
| 30 | Retribution                  | 23 marzo 1954     |                 |                 |
| 31 | The Relentless Weavers       | 30 marzo 1954     |                 |                 |
| 32 | Invitation to Marriage       | 6 aprile 1954     |                 |                 |
| 33 | Beyond the Cross             | 13 aprile 1954    |                 |                 |
| 34 | Nine Quarts of Water         | 20 aprile 1954    |                 |                 |
| 35 | A Case of Independence       | 27 aprile 1954    |                 |                 |
| 36 | Like Father, So the Son      | 4 maggio 1954     |                 |                 |
| 37 | Fight Night                  | 11 maggio 1954    |                 |                 |
| 38 | Harvest of Wrath             | 18 maggio 1954    |                 |                 |
| 39 | Juror on Trial               | 25 maggio 1954    |                 |                 |
| 40 | The Whole Truth              | 1º giugno 1954    |                 |                 |
| 41 | Bread Upon the Waters        | 8 giugno 1954     |                 |                 |
| 42 | The Kiss                     | 15 giugno 1954    |                 |                 |
| 43 | Valley of Shadows            | 22 giugno 1954    |                 |                 |
| 44 | The Desert Answer            | 29 giugno 1954    |                 |                 |

## The Traitor
- Diretto da:
- Scritto da:

### Trama
- Interpreti: Don Keefer (Paul), Richard Loo (maggiore Chang), Keye Luke, Jerry Paris, Gene Raymond (se stesso  - presentatore)

## Bless the Man
- Diretto da:
- Scritto da:

### Trama
- Interpreti: William Bishop (dottor Crawford Long), Jonathan Hale, Joyce Holden (Caroline), James Parnell, Gene Raymond (se stesso  - presentatore)

## Man Enough for Millie
- Diretto da:
- Scritto da:

### Trama
- Interpreti: Jim Davis (Luther), Barton MacLane (Big Red), Eve Miller (Millie), Gene Raymond (se stesso  - presentatore)

## His Name Is Jason
- Diretto da:
- Scritto da:

### Trama
- Interpreti: Gertrude Michael (Amanda), Gene Raymond (se stesso  - presentatore), John Warburton (Jason), Beverly Washburn (Cassie)

## Domestic Tranquility
- Diretto da:
- Scritto da:

### Trama
- Interpreti: Sheila Bromley (Alice), George Conrad, Nick Dennis, George Givot (George), Gene Raymond (se stesso  - presentatore), Rick Vallin

## Refuge
- Diretto da:
- Scritto da:

### Trama
- Interpreti: Amanda Blake (Kathy), Gábor Curtiz (dottor Van Loon), George Nader (Bob), Gene Raymond (se stesso  - presentatore)

## The Favorable Signs
- Diretto da:
- Scritto da:

### Trama
- Interpreti: Lulu Mae Bohrman, Jacqueline DeWitt (Rosetta Brannon), Barton MacLane (sergente James Simmon), Ray Montgomery, Rica Owen, Gene Raymond (se stesso  - presentatore), Jack Shea, Pierre Watkin

## Phantom of the Bridge
- Diretto da:
- Scritto da:

### Trama
- Interpreti: Hamilton Camp, Paul Langton (Ben), Rica Owen, Gene Raymond (se stesso  - presentatore)

## Full Portrait
- Diretto da:
- Scritto da:

### Trama
- Interpreti: Gene Raymond (Davidson), Norbert Schiller (Roberts)

## Man of the Comstock
- Diretto da:
- Scritto da:

### Trama
- Interpreti: Morris Ankrum (Goodman), Bruce Bennett (Bill Stewart), Ruth Clifford (Mrs. Kincaid), Robert Griffin, Jonathan Hale (Mackay), Andrea King (Annie), Gene Raymond (se stesso  - presentatore), Hal Taggart, Emmett Vogan, Willa Pearl Curtis (Sarah Mae), Hank Patterson (cittadino), Glenn Strange (Sam Brown)

## The Shattered Dream
- Diretto da:
- Scritto da:

### Trama
- Interpreti: Aurello Galli (Franz Kovic), Douglas Kennedy (Stafford), Madge Meredith, Gene Raymond (se stesso  - presentatore)

## Appointment with Death
- Diretto da:
- Scritto da:

### Trama
- Interpreti: Eve Miller (Laura Chadson), George Nader (Web Martin), Gene Raymond (se stesso  - presentatore), Marjorie Stapp

## We'll Never Have a Nickel
- Diretto da:
- Scritto da:

### Trama
- Interpreti: Ann Doran (Eva), Taylor Holmes (Morris), Gene Raymond (se stesso  - presentatore), Hayden Rorke (Gerry Warren), Gloria Talbott (Penny)

## The Alien
- Diretto da:
- Scritto da:

### Trama
- Interpreti: Ron Hagerthy (George), Don Keefer (Jerry), Gene Raymond (se stesso  - presentatore), Walter Sande (Gunther)

## The Boy Down the Road
- Diretto da:
- Scritto da:

### Trama
- Interpreti: Lee Aaker (Sandy), Ron Hagerthy (Anson), Fiona O'Shiel, Gene Raymond (se stesso  - presentatore), Walter Sande (Hayes)

## The Suitors
- Diretto da:
- Scritto da:

### Trama
- Interpreti: Stanley Blystone, Peggie Castle (Kate), Vince Edwards (Clint), Peter Graves (Ed), Charles Meredith, Hank Patterson, Gene Raymond (se stesso  - presentatore), Lee Roberts

## Practically Christmas
- Diretto da:
- Scritto da:

### Trama
- Interpreti: Anthony Caruso (Papa), Gene Raymond (se stesso  - presentatore), Peter Reynolds (Joey), Renata Vanni (Mama)

## The Wild Earth
- Diretto da:
- Scritto da:

### Trama
- Interpreti: Jim Davis (Wesley Dean), Pamela Duncan (Annie), Gene Raymond (se stesso  - presentatore)

## Moses and Mr. Aiken
- Diretto da:
- Scritto da:

### Trama
- Interpreti: William Bakewell (Ransome), Lillian Culver, Porter Hall (Mr. Aiken), Gene Raymond (se stesso  - presentatore)

## The First Prize
- Diretto da:
- Scritto da:

### Trama
- Interpreti: Billy Gray (Barry), Dabbs Greer (Jerome McVey), Gene Raymond (se stesso  - presentatore), Grandon Rhodes, Olan Soule

## The Insufferable Woman
- Diretto da:
- Scritto da:

### Trama
- Interpreti: William Bakewell (Ames), Leslie Banning, Ralph Dumke, Robert Hutton, Eve McVeagh (Murial Tannant), Madge Meredith, Gene Raymond (se stesso  - presentatore)

## The Uncrossed River
- Diretto da:
- Scritto da:

### Trama
- Interpreti: Bruce Bennett (Dan Summers), James Griffith (Ed Fallon), Andrea King (Muriel), Gene Raymond (se stesso  - presentatore)

## Episodio 6x23
- Diretto da:
- Scritto da:

### Trama
- Interpreti:

## Joe Giordano and Mr. Lincoln
- Diretto da:
- Scritto da:

### Trama
- Interpreti: Jan Arvan, Argentina Brunetti (Mama), Peter Price (Dominic), Gene Raymond (se stesso  - presentatore), Mario Siletti (Joe Giordano), Hal Taggart, Gloria Talbott, Phil Tully, Frank Yaconelli

## Touch the Earth
- Diretto da:
- Scritto da:

### Trama
- Interpreti: James Craven, Irene Hervey (Louise), Gene Raymond (se stesso  - presentatore), Gloria Talbott, George Wallace (Morgan)

## The Grass Is Greener
- Diretto da:
- Scritto da:

### Trama
- Interpreti: Paul E. Burns, Harry Carey Jr., Ralph Dumke (Richard), Helen Mowery, B.G. Norman, Gene Raymond, Frances Robinson, John Warburton

## Acts of God Notwithstanding
- Diretto da:
- Scritto da:

### Trama
- Interpreti: William Fawcett, Drake Hardy, William Henry (Kennedy), Nolan Leary, Gene Raymond (se stesso  - presentatore), Kim Spalding (Walt Stevens)

## The Farnsworth Case
- Diretto da:
- Scritto da:

### Trama
- Interpreti: John Agar (John Cushing), Ruth Clifford (Mrs. Farnsworth), Gene Raymond (se stesso  - presentatore), Tracey Roberts (Denise)

## Ringo's Last Assignment
- Diretto da:
- Scritto da:

### Trama
- Interpreti: Jonathan Hole (Mike), Mary Orr (Ellen), Tom Powers (Barney Ringo), Gene Raymond (se stesso  - presentatore)

## Retribution
- Diretto da:
- Scritto da:

### Trama
- Interpreti: Trevor Bardette, Charles Cane, Gene Coogan, Faith Domergue (Mariana), John Eldredge, Paul Fix, Joseph Granby, Robert Osterloh, Paul Picerni (Flores), Gene Raymond (se stesso  - presentatore), Kenneth Tobey (Joe Ellison)

## The Relentless Weavers
- Diretto da:
- Scritto da:

### Trama
- Interpreti: Sally Brophy (Mary), Tom Considine, Leo Gordon, John Lupton, Gene Raymond (se stesso  - presentatore), Grandon Rhodes (Carleton), Alan Wells (Tom)

## Invitation to Marriage
- Diretto da:
- Scritto da:

### Trama
- Interpreti: Lola Albright (Joyce), Eve McVeagh (Marge), Gene Raymond (se stesso  - presentatore), Hugh Sanders (Bruce)

## Beyond the Cross
- Diretto da:
- Scritto da:

### Trama
- Interpreti: Adrienne D'Ambricourt, Suzanne Dalbert, Peter Graves (Robert), John Hudson (Jim White), Alphonse Martell, Louis Mercier, Gene Raymond (se stesso  - presentatore), Hugh Sanders, Beverly Tyler

## Nine Quarts of Water
- Diretto da:
- Scritto da:

### Trama
- Interpreti: Amanda Blake (Louise Connor), Jane Darwell, Gene Raymond (se stesso  - presentatore), Jeff York (Monty Brian)

## A Case of Independence
- Diretto da:
- Scritto da:

### Trama
- Interpreti: John Call, Peggie Castle, George Conrad, Nick Dennis, Kathleen Freeman, George Givot, Renny McEvoy, Gene Raymond (se stesso  - presentatore), Syd Saylor, Rick Vallin

## Like Father, So the Son
- Diretto da:
- Scritto da:

### Trama
- Interpreti: William Fawcett, Robert Foulk, Nolan Leary, Marjorie Lord, Emile Meyer, Norman Ollestad, Gene Raymond (se stesso  - presentatore), Hugh Sanders, Skip Torgerson

## Fight Night
- Diretto da:
- Scritto da:

### Trama
- Interpreti: Hugh Beaumont, Mary Beth Hughes (Waitress), Gene Raymond (se stesso  - presentatore)

## Harvest of Wrath
- Diretto da:
- Scritto da:

### Trama
- Interpreti: Faith Domergue (Jenny), Charles Drake (David), Gene Raymond (se stesso  - presentatore)

## Juror on Trial
- Diretto da:
- Scritto da:

### Trama
- Interpreti: Julie Bishop (Irene Adams), Wally Cassell (Tony), Jonathan Hale (Charlie Bellamy), Gene Raymond (se stesso  - presentatore), John Shelton (Dexter Andrews)

## The Whole Truth
- Diretto da:
- Scritto da:

### Trama
- Interpreti: Leon Burbank, Robert Foulk, Teddy Infuhr, Charles Meredith, Dee Pollock, Peter Price, Gene Raymond (se stesso  - presentatore), Hayden Rorke (Tobin)

## Bread Upon the Waters
- Diretto da:
- Scritto da:

### Trama
- Interpreti: John Banner (Amos), Peter Graves (Lonnie Berghoff), Birgit Nielsen (Marge), Gene Raymond (se stesso  - presentatore), Kaaren Verne (Anna)

## The Kiss
- Diretto da:
- Scritto da:

### Trama
- Interpreti: Jim Davis, Andrea King, Gene Raymond (se stesso  - presentatore)

## Valley of Shadows
- Diretto da:
- Scritto da:

### Trama
- Interpreti: Dabbs Greer (Saul Marcus), Gene Raymond (se stesso  - presentatore), Jeff York (Brooks)

## The Desert Answer
- Diretto da:
- Scritto da:

### Trama
- Interpreti: James Millican (Thad), Gene Raymond (se stesso  - presentatore), Frances Robinson (Katie)